# Festival VOICES
 (novembre 2018).
Pour les articles homonymes, voir Voices.
VOICES (Vologda Open International Cinema from European Screens) est un festival de cinéma européen créé en 2010 à Vologda en Russie. 

## Historique
Créé par deux Franco-Russes, Igor Lys et Pavel Morozov, ce festival représente, chaque année, quelques dizaines de films européens et russes, des master-classes, des tables rondes, des concerts et, depuis 2012, un grand pique-nique au ciel ouvert.
Depuis sa création en 2010, le festival a notamment accueilli Claudia Cardinale, Claude Brasseur, Julie Gayet, Alexandre Sokourov, Pavel Lounguine et une centaine d'autres cinéastes de renom.

## Concept
Le festival VOICES a lieu chaque année le premier week-end de juillet à Vologda. Il est positionné comme le seul festival de cinéma européen en Russie, et le seul géré par une équipe française basée à Paris. Le festival présente en compétition de 6 à 10 films, dont chacun est soit le premier soit le deuxième long-métrage de son réalisateur. En 2010 et 2011, VOICES proposait au gagnant récompense financière allant jusqu'à 30 000 €, mais cette pratique a été interrompue.
Le prix du festival est un Haut-Parleur d'Argent produite par l'entreprise Severnaia Tchern de la ville de Véliki Oustioug.